# Нароч (Вілейський район)
Нароч (біл. Нарач) — село в складі Вілейського району Мінської області, Білорусь. Село є адміністративним центром Нарочанської сільської ради, розташоване в північній частині області.

## Історія
У 1921–1945 роках село знаходилось у Польщі, у Вільнюськім воєводстві, Вілейського повіту, у гміні Ілля, з 1932 у гміні Войстам.

## Населення
- 1866 рік — 331 людини, 26 будинків[1]
- 1921 рік — 429 людини, 56 будинків[2].
- 1931 рік — 505 людини, 88 будинків[3].